# James Leslie Kincaid
James Leslie Kincaid (Syracuse, 28 novembre 1884 – Captiva, 10 aprile 1973) è stato un generale, politico e avvocato statunitense.

## Biografia
James Leslie Kincaid nacque a Syracuse  il 28 novembre 1884 da James Faucett Kincaid e Carrie Dennis. Nel 1904 servì nella New York Army National Guard, mentre nel 1914 fu eletto nell'Assemblea dello Stato di New York per il Partito Repubblicano, nel secondo distretto della Contea di Onondaga fino al 1915. Nel 1943 servì in Nordafrica, Italia e in Francia, venendo nominato governatore militare di Napoli.